# ناو کلاس کوما
کروزر کلاس کوما (به انگلیسی: Kuma-class cruiser) یک کلاس از کشتی است که طول آن ۱۶۲٫۱ متر (۵۳۱ فوت ۱۰ اینچ) می‌باشد.